# Volga đen

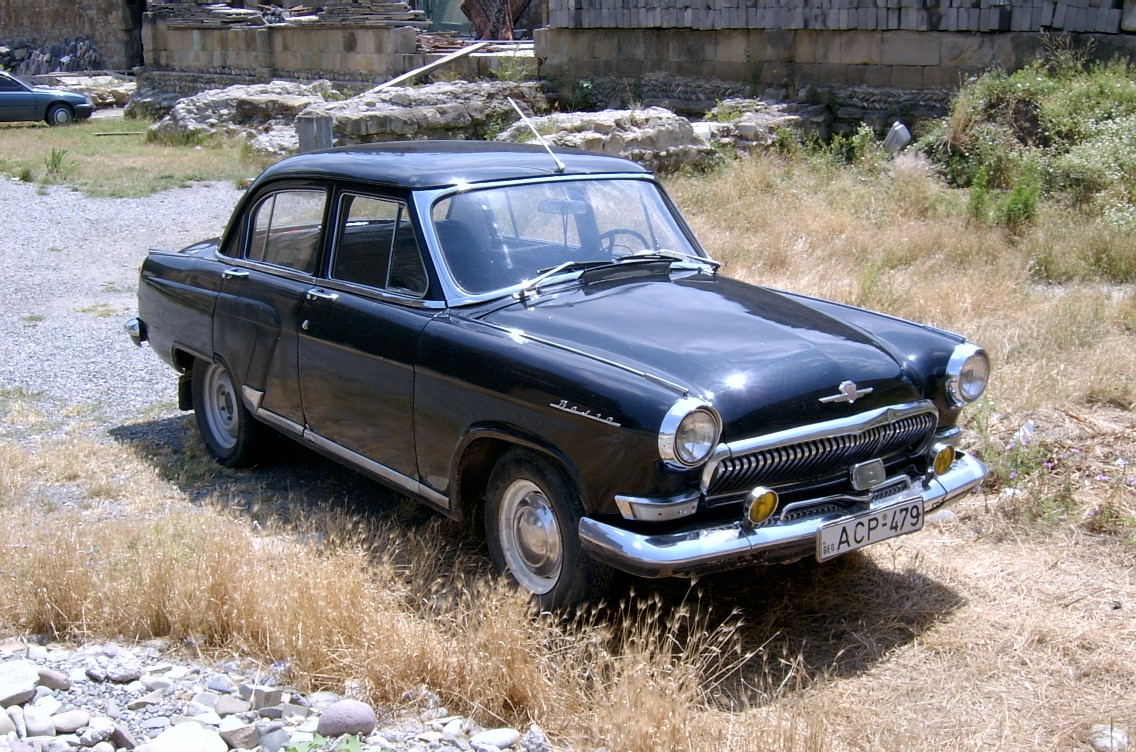
Một chiếc Volga GAZ 21 màu đen

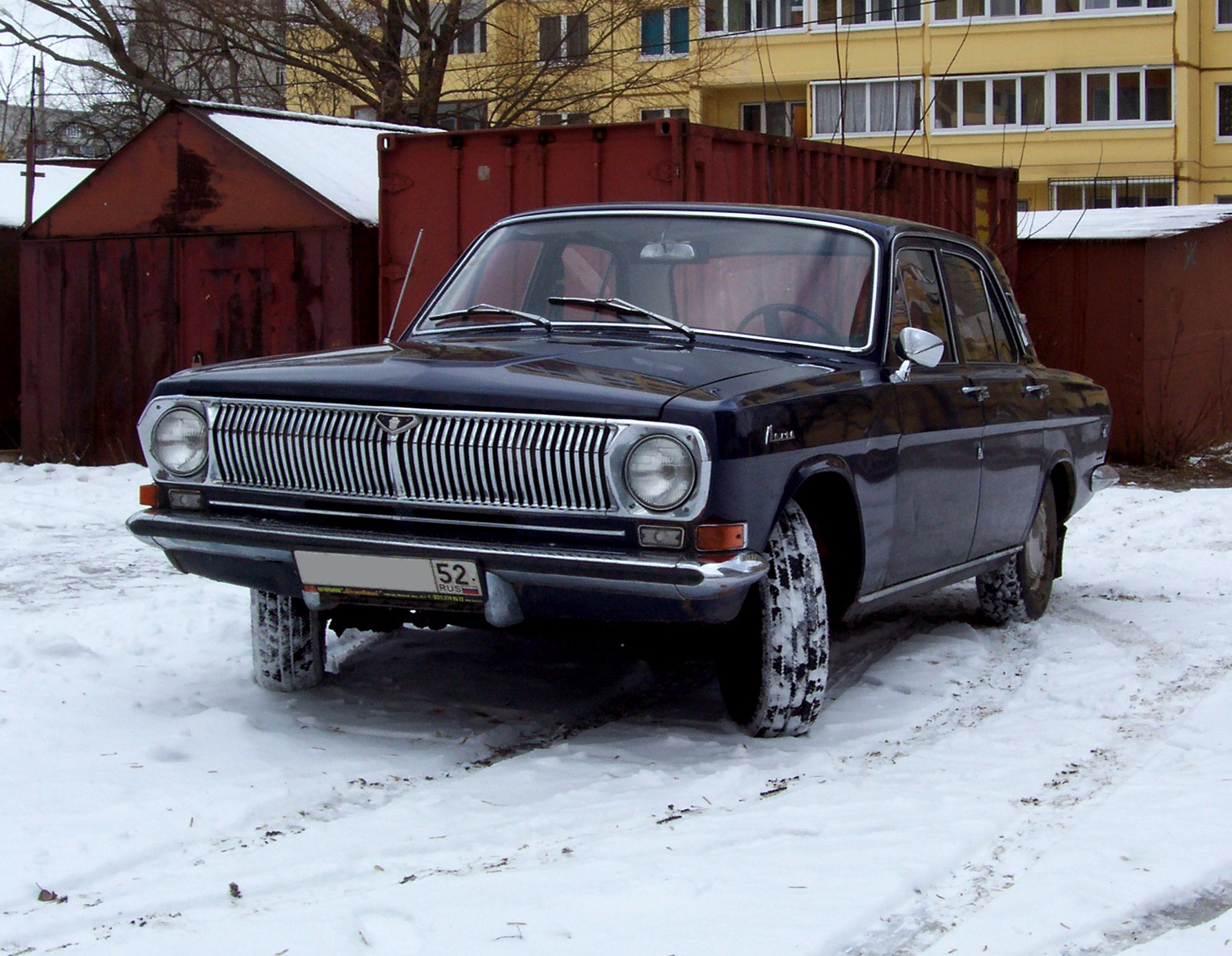
Một chiếc Volga GAZ 21 màu đen

Black Volga - Volga đen (tiếng Ba Lan: czarna wołga) đề cập đến truyền thuyết đô thị phổ biến rộng rãi ở Ba Lan, Hungary, Nga, Belarus, Ukraine, Hy Lạp và Mông Cổ, chủ yếu vào những năm 1960 và 1970. Đó là về một chiếc Volga GAZ 21 hoặc GAZ 24 màu đen (hoặc trong một số biến thể nó là màu đỏ) được cho là dùng để bắt cóc người, đặc biệt là trẻ em. Theo các biến thể khác nhau, nó được thúc đẩy bởi các linh mục, nữ tu, người Do Thái, cảnh sát cộng sản chìm, mafia Nga, ma cà rồng, người theo đạo Satan hay chính Satan. Chiếc xe được mô tả là có vành bánh xe màu trắng, rèm cửa màu trắng hoặc các yếu tố màu trắng khác. 

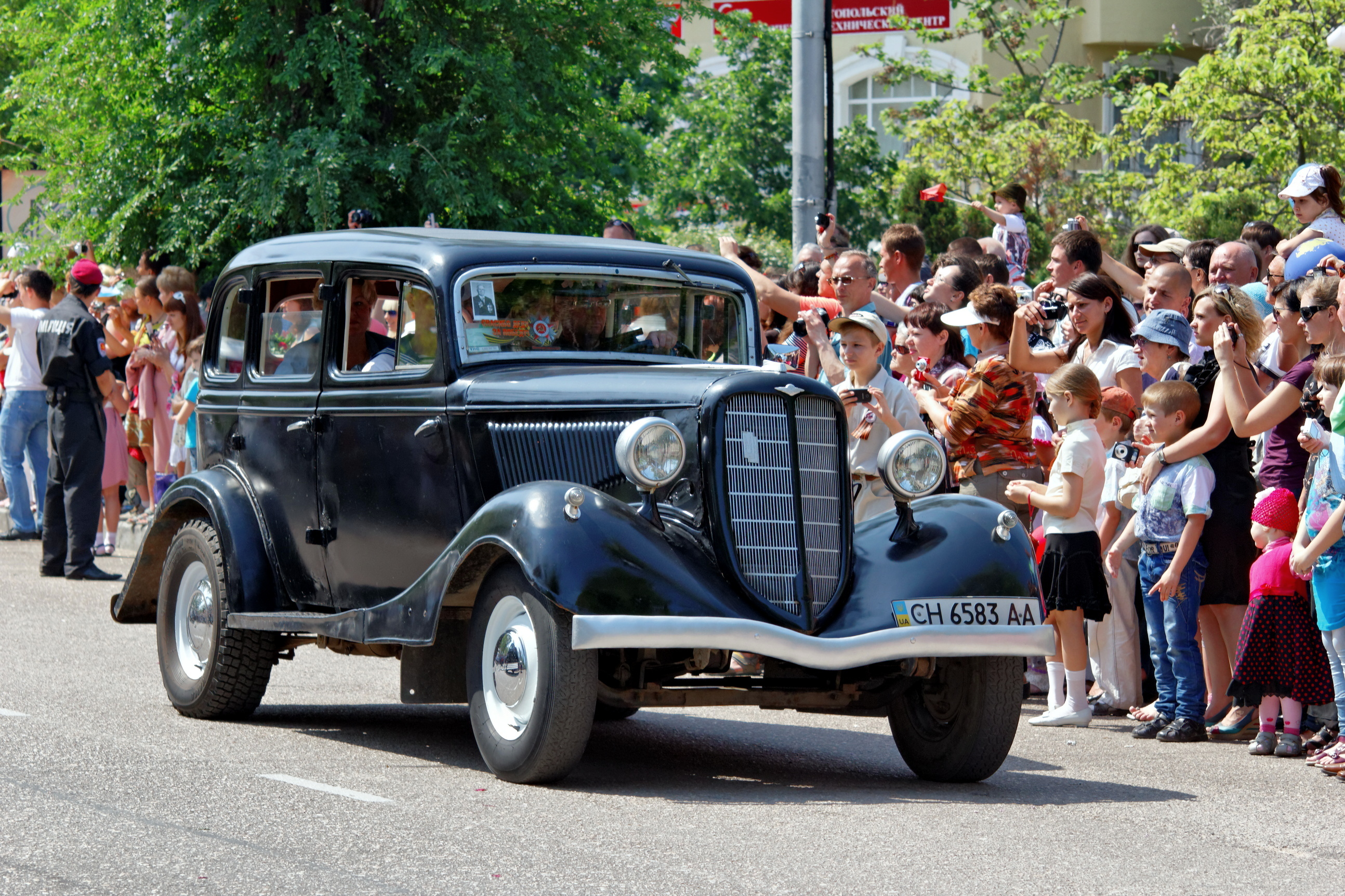
Một chiếc GAZ màu đen

Dấu hiệu xuất phát từ việc sử dụng chiếc xe khách của Nhà máy ô tô Gorky GAZ-M1 (Emka) bởi các cơ quan NKVD trong những năm bị đàn áp hàng loạt. Vì lợi ích của nền kinh tế, gần như toàn bộ phiên bản phát hành của chiếc M1 đều được sơn màu đen, trong đó nhấn mạnh hình ảnh đáng ngại của chiếc xe, được tạo ra trên cơ sở nỗi sợ hãi của sự đàn áp  Câu chuyện có thể bắt nguồn từ một hành vi thực tế của người đứng đầu NKVD Lavrentiy Beria, kẻ săn mồi tình dục: "Vào những đêm ấm áp trong những năm chiến tranh, Beria thường lái xe chậm chạp trên đường phố Moscow trong chiếc limousine Packard bọc thép của mình. Ông ta sẽ bắt những phụ nữ trẻ bị giam giữ và hộ tống đến biệt thự của ông ta..."
Trẻ em bị bắt cóc và những kẻ xấu sẽ sử dụng máu của chúng như một phương thuốc cho người phương Tây hoặc người Ả Rập giàu có  mắc bệnh bạch cầu; các biến thể khác đã nêu rằng trộm cắp nội tạng làm động lực, kết hợp nó với một truyền thuyết khét tiếng khác về ăn cắp thận của KGB. Truyền thuyết nổi lên một lần nữa vào cuối thế kỷ 20, ở đây một chiếc xe BMW hoặc Mercedes thay thế chiếc Volga, đôi khi được lắp với sừng thay vì gương chiếu hậu. Chúng cũng có thể có ba số "6" trên biển số xe. Trong phiên bản này, người lái xe sẽ hỏi người đi đường về thời gian và giết họ khi họ đến gần chiếc xe để trả lời. Trong một phiên bản khác của truyền thuyết, nạn nhân sẽ chết cùng một ngày sau đó. (Người lái xe nói: "Ngày mai bạn sẽ chết vào giờ này".) Tuy nhiên, đã có một phương pháp phòng thủ hiệu quả. Khi tài xế hỏi bạn: "Mấy giờ rồi?", Bạn phải trả lời: "Đó là thời gian của Chúa". Sau đó xe sẽ rời đi nhanh chóng.